# Curt Grottewitz

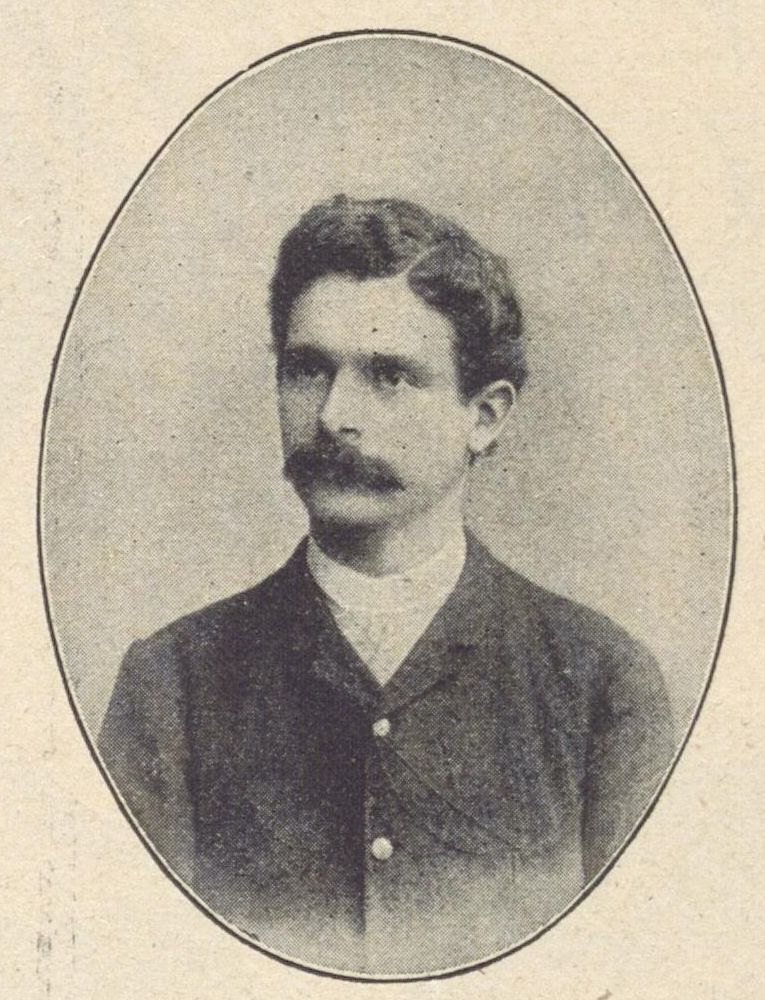
Curt Grottewitz

Curt Grottewitz, eigentlich Max Curt Pfütze, (* 22. Februar 1866 in Grottewitz, Sachsen; † 16. Juli 1905 in Müggelheim) war ein deutscher Naturwissenschaftler, Schriftsteller und Germanist. Er war Begründer der Arbeiter-Wanderbewegung.

## Leben

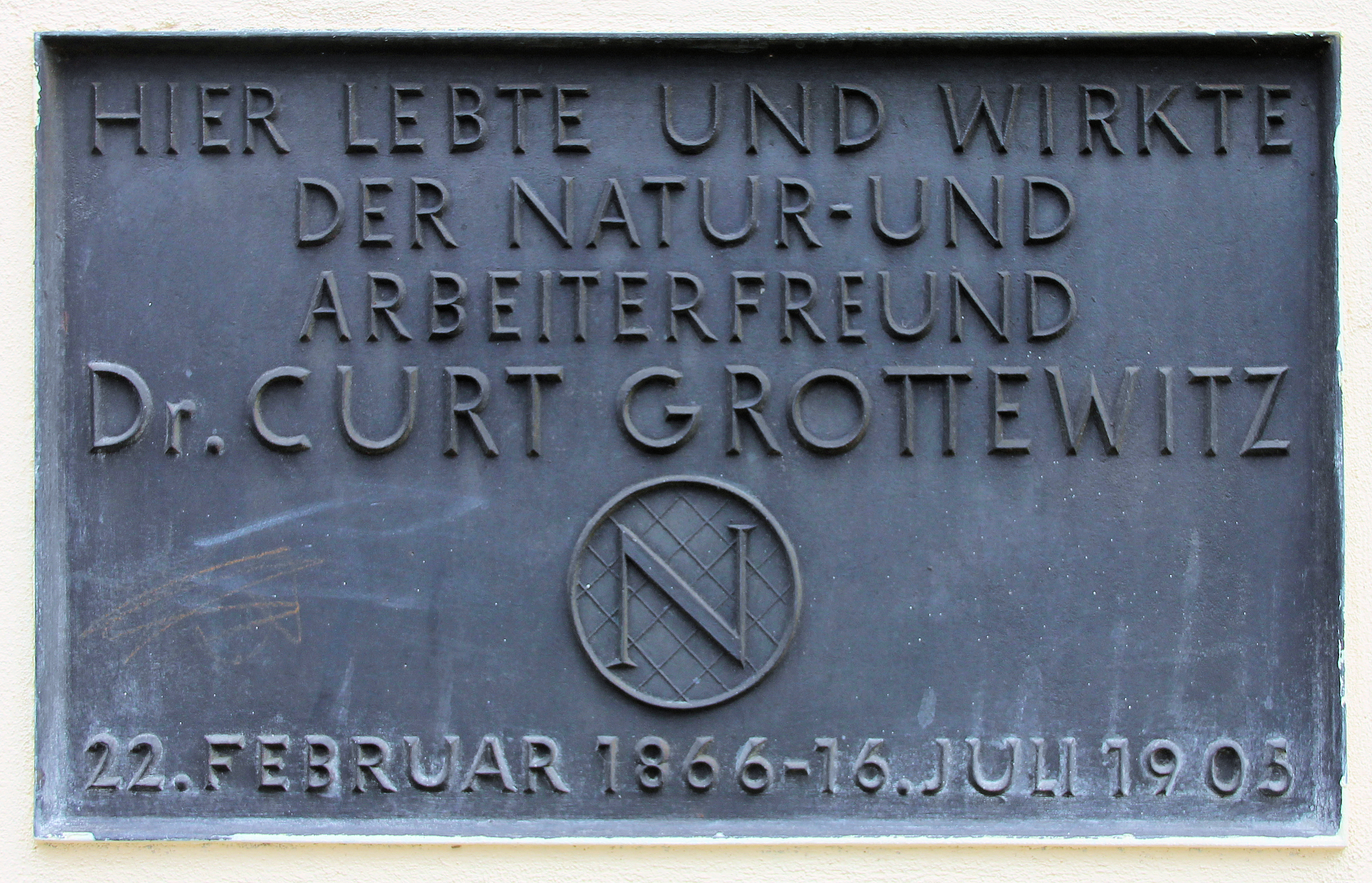
Gedenktafel am Haus Alt-Müggelheim 15, in Berlin-Köpenick

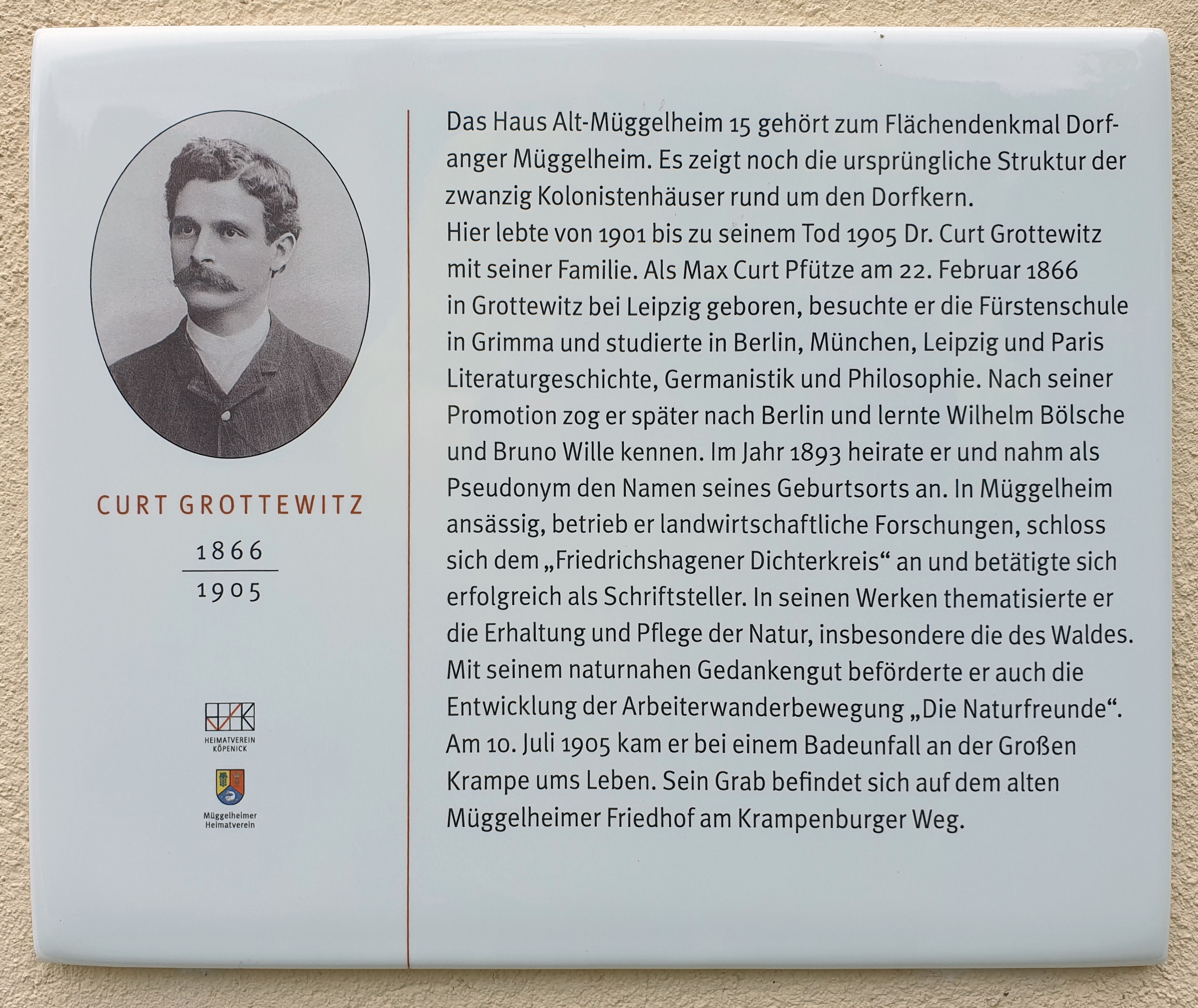
Gedenktafel in Berlin-Müggelheim

Max Curt Pfütze war der dritte Sohn des Grottewitzer Gutsbesitzers Friedrich Julius Pfütze und dessen erster Gattin Johanna Bertha, geborene Glauch, aus Deditz. Nach Unterricht durch Hauslehrer besuchte er von 1877 bis 1886 in Grimma das Progymnasium und die Fürstenschule. Nachdem er hier das Reifezeugnis erlangte, studierte er Sommer und Winter 1886/87 in Berlin, Sommer 1887 in Leipzig, Winter 1887/88 und Sommer 1888 in München und von da an wieder in Leipzig neuere Sprachen, Germanistik, Philosophie und Naturwissenschaften.
Nach seiner Dissertation Die Sprache in Jakob Michael Reinhold Lenzens Dramen lebte er zunächst in Eberswalde, Hennickendorf und in Kagel, ab 1891 als Landwirt im damaligen Dorf Müggelheim nahe der Stadt Köpenick. Als Schriftsteller nahm er auf Hinweis seiner 1893 geehelichten Frau, der Jüdin Elisabeth Mahn, ab 1892 das Pseudonym ,Grottewitz’ nach seinem Geburtsort an. Auch Elisabeth Grottewitz wird in Kürschners Literaturkalender des Jahres 1900, 22. Jahrgang, als Autorin von Novellen und literarische Übersetzerin aus dem Französischen geführt. Curt Grottewitz unterhielt enge Beziehungen zum Friedrichshagener Dichterkreis und zu bekannten Sozialdemokraten seiner Zeit wie August Bebel, Wilhelm Liebknecht, Karl Kautsky und Eduard Bernstein.
Nach einer Lebens- und Schaffenskrise wandte sich Grottewitz, wie viele Zeitgenossen, z. B. Wilhelm Bölsche und Bruno Bürgel, der Popularisierung naturkundlicher Themen zu. Zwischen 1906 und 1933 gehörte er zu den meistgelesenen Autoren der Arbeiterschaft, bei Wander- und Naturschutzorganisationen sowie bei den Naturfreunden von Berlin und Umgebung. Seine Werke wurden vor und nach dem Ersten Weltkrieg mehrfach aufgelegt. Grottewitz wollte mit seinen Veröffentlichungen seiner Leserschaft die Zusammenhänge der Natur aus ökologischer Perspektive näher bringen. Er beschrieb detailliert zahlreiche Pflanzen und versuchte den kulturellen Wert der Natur und ihre Nützlichkeit für den Menschen darzustellen. Gleichzeitig setzte er sich dabei für den Erhalt der Natur und gegen deren Raubbau ein.
Am 16. Juli 1905 verunglückte Grottewitz tödlich. Schlingpflanzen wurden ihm beim Baden in der Großen Krampe bei Müggelheim zum Verhängnis.
Neben seiner Frau Elisabeth hinterließ Grottewitz die Töchter Hildegard, verehelichte Grebe und Käthe, genannt Katja, verehelichte Röhrig sowie die Söhne Nils und Harry. Hildegard Grebe-Grottewitz (1903–1948) war eine Ausdruckstänzerin und Schülerin von Rudolf von Laban sowie Gret Palucca. Gemeinsam mit ihrem Mann Leonhard Grebe pflegte sie eine enge Freundschaft zu Paul Klee. Ihre in New York lebende Tochter Cornelia Cotton stiftete der Stadt Jena in Erinnerung an ihre Mutter Hildegard Grebe-Grottewitz eine von Ann Gillen, New York, geschaffene Wandskulptur, die am 14. November 2013 im Volkshaus Jena eingeweiht wurde.
Am 16. Januar 1925 wurde der in Berlin-Bohnsdorf zwischen Buntzelstraße und Kirchsteig verlaufende Verkehrsweg (auf Stadtplänen bis dahin als 'Strasse 1a' bezeichnet) in Grottewitzstraße benannt. In Müggelheim selbst befindet sich an seinem ehemaligen Wohnhaus Alt-Müggelheim 15 (Ecke Odernheimer Straße) eine Gedenktafel, die 1966 zu seinem 100. Geburtstag angebracht wurde. Überdies sind drei Wanderwege in der Umgebung Müggelheims nach Curt Grottewitz benannt.
Am 1. Mai 1989 wurde auf Betreiben des Kulturbundes der DDR auch eine Gedenktafel an seinem Geburtshaus in Grottewitz (jetziger Hof Nr. 7) angebracht.
Begraben ist Grottewitz im Ehrenhain des Müggelheimer Friedhofs am Krampenburger Weg 13.

## Werke (Auswahl)
- Die Sprache in Jakob Michael Reinhold Lenzens Dramen (1890), Inaugural-Dissertation, Universität Leipzig
- Sonnenaufgang! Die Weiterentwicklung der Sprache – Literarisches Maskenfest, zusammen mit Alexander Lauenstein (1890)
- Neues Leben, Roman (1891)
- Die Zukunft der deutschen Literatur (1892)
- Eine Siegernatur, Roman (1892)
- hie gläubig! hie modern! –  Modernisierung der zehn Gebote (1892)
- Jugendstürme, Roman (1894)
- Die Naturgeschichte im 19. Jahrhundert (1903)
- Sonntage eines großstädtischen Arbeiters in der Natur (1906), Neuauflagen:
  - Kritische Neuausgabe mit Beiträgen zur Nachhaltigkeit, herausgegeben von Erich Hobusch und Peter Keitel, Weidler Buchverlag, Berlin 2005. ISBN 3-89693-418-X
  - MarsTT Verlag, Wuppertal 2017
- Unser Wald – Ein Volksbuch (1907) Neuauflage: tredition, Hamburg 2012
- Der Mensch als Beherrscher der Natur (1928), Neuauflage: tredition, Hamburg 2012
- Mensch und Natur. Von Wilhelm Bölsche ergänzte Nachlassausgabe.[15] Der Bücherkreis, Berlin 1928.